# Paul Hymans
Paul Louis Adrien Henri Hymans (Ixelles, 23 marzo 1865 – Nizza, 8 marzo 1941) è stato un politico belga, vicino al Partito Liberale.

## Incarichi
È stato il primo Presidente dell'Assemblea generale della Società delle Nazioni tra il 1920 ed il 1921, carica che ricoprì ancora nel biennio 1932-33.
Hymans fu avvocato e professore presso la Libera Università di Bruxelles.
Come politico, fu Ministro degli Esteri del Belgio per due volte (1918-1920 e 1927-1935). Al termine della prima guerra mondiale rappresentò il Belgio alla Conferenza di pace di Parigi e fece parte della commissione che stilò la Convenzione della Società delle Nazioni. Nel 1920-1921 guidò i negoziati in corso tra la Polonia e la Lituania con riferimento alla sorte di Vilnius, caduta in mano a Varsavia a seguito di un controverso avvenimento passato alla storia con il nome di ammutinamento di Żeligowski. Tuttavia, anche in virtù delle posizioni particolarmente rigide delle controparti, i negoziati, benché lunghi, terminarono con un nulla di fatto. Nel 1921 appoggiò la creazione dell'unione commerciale tra il suo Paese ed il Lussemburgo. Sempre in politica estera, Hymans ebbe parte attiva nelle negoziazioni per il Piano Dawes (1924) sulla questione delle riparazioni tedesche e firmò per il Belgio il Patto Briand-Kellog (1928).
Nel 1919, insieme a Charles de Broqueville ed a Emile Vandervelde si fece promotore dell'approvazione delle leggi sul suffragio universale maschile e sull'istruzione obbligatoria. Hymans fu Ministro della Giustizia tra il 1926 ed il 1927.
Massone, fu membro della loggia di Bruxelles "Les Amis Philanthropes", del Grande Oriente del Belgio.